# 兰屿花椒
兰屿花椒（学名：Zanthoxylum integrifolium），達悟語：Varok，为芸香科花椒属下的一个种。

## 扩展阅读
- 維基物種上的相關：兰屿花椒